# J2000.0

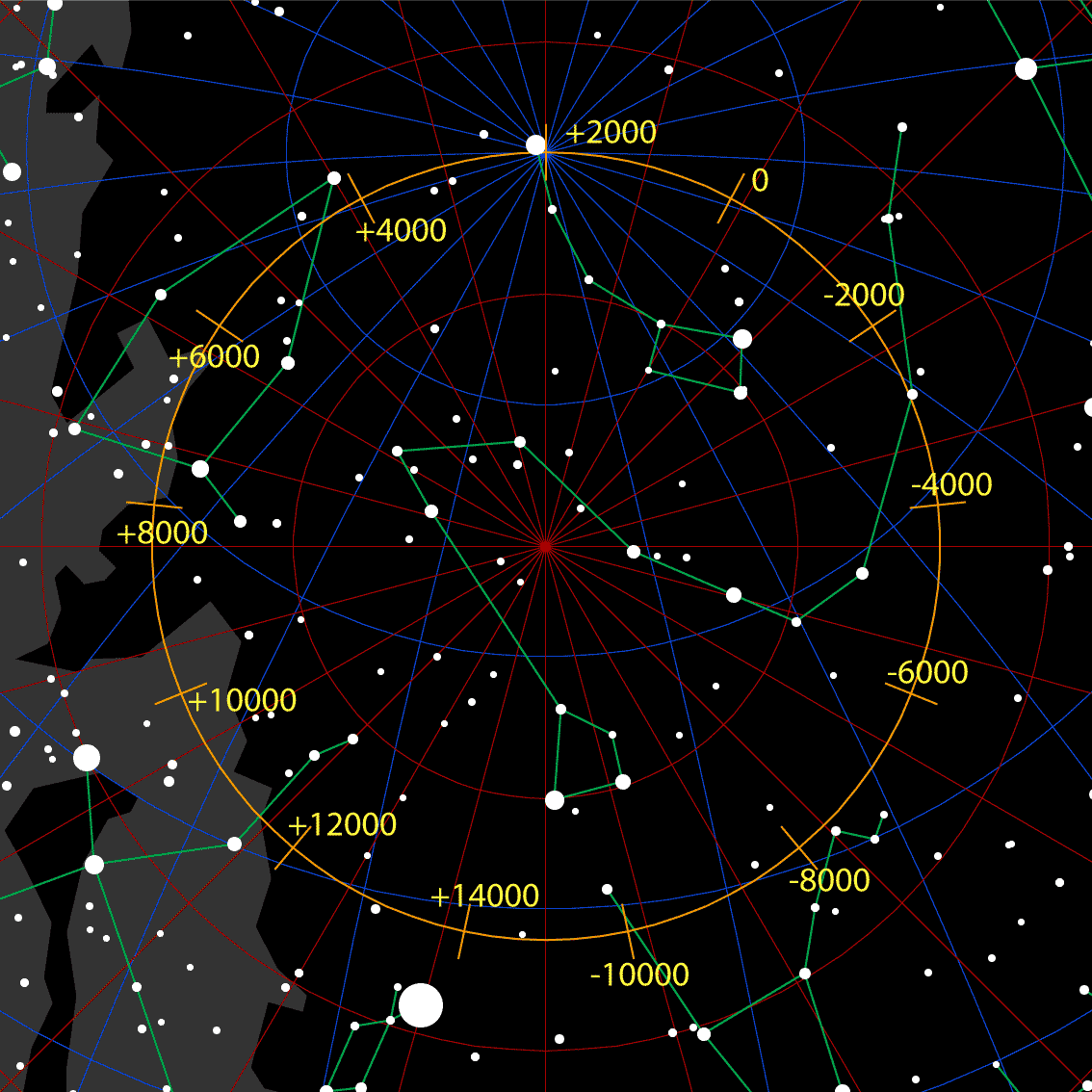
Foarte lenta schimbare de direcţie a Polului Nord ceresc descrie un cerc, ilustrat în imagine cu portocaliu. De aceea punctul vernal se schimbă cu timpul, iar coordonatele corpurilor cerești trebuie să fie specificate într-o epocă dată.

În astronomie, expresia J2000.0 (sau J2000), desemneză ziua iuliană 2 451 545.0 TT, adică 1 ianuarie 2000, în calendarul gregorian, la 11h 58 min 55,816 s UTC. Această dată este definită ca epocă standard internațională începând din 1984 pentru datele variabile în timp. Este situația Coordonatelor Cerești Ecuatoriale ale căror coordonate J2000.0 servesc de referință. Când se dau coordonatele unui astru, este teoretic necesar să se specifice epoca ca urmare a precesiei și a nutației Pământului, pe care se știe perfect calcula astăzi, schimbând poziția punctului vernal, care servește drept punct de referință. 